# Valby Sogn (Gribskov Kommune)
 For alternative betydninger, se Valby Sogn. (Se også artikler, som begynder med Valby Sogn)
Valby Sogn er et sogn i Frederiksværk Provsti (Helsingør Stift).
I 1800-tallet var Valby Sogn anneks til Helsinge Sogn. Begge sogne hørte til Holbo Herred i Frederiksborg Amt. Helsinge-Valby sognekommune blev ved kommunalreformen i 1970 kernen i Helsinge Kommune, der ved strukturreformen i 2007 indgik i Gribskov Kommune.
I Valby Sogn ligger Valby Kirke.
I sognet findes følgende autoriserede stednavne:
- Aggebo (bebyggelse, ejerlav)
- Aggebo Hegn (areal)
- Bannebjerg (bebyggelse)
- Bannebjerg By (bebyggelse, ejerlav)
- Hemmingstrup (bebyggelse)
- Hemmingstrup By (bebyggelse, ejerlav)
- Mønge (bebyggelse)
- Mønge By (bebyggelse, ejerlav)
- Sletelte (bebyggelse)
- Sletelte By (bebyggelse, ejerlav)
- Tremarksmose (bebyggelse)
- Vadshuse (bebyggelse)
- Valby (bebyggelse)
- Valby By (bebyggelse, ejerlav)
- Valby Hegn (areal, ejerlav)
- Valby Huse (bebyggelse)
- Valby Overdrev (bebyggelse)
- Øllemose (bebyggelse)